# Han Ryner

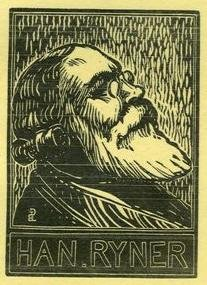
Retrato por Pierre Larivière

Jacques Élie Henri Ambroise Ner (7 de Dezembro de 1861 - 06 de fevereiro de 1938), também conhecido pelo pseudônimo de Han Ryner, foi um anarquista individualista, filósofo, ativista e escritor francês. Ele escreveu para publicações como L'Art social, L'Humanité Nouvelle, L'ennemi du Peuple, L'Idée Libre de Lorulot e L'En dehors e L'Unique do companheiro anarquista individualista Émile Armand. Seu pensamento foi principalmente influenciado pelo estoicismo e epicurismo.

## Biografia
Ele nasceu em Nemours (agora Ghazaouet,  província de Tremecém), Departamento de Orã, na Argélia francesa em uma modesta família religiosa. Após a morte de sua mãe, ele abandonou o catolicismo, associou-se com os maçons e começou a ter um interesse em idéias sociais.
Ele publicou dois romances em 1894-1895 e iniciou a carreira como jornalista, tornando-se um prolífico escritor literário.
Em 1896, ele adotou o pseudônimo de Han Ryner e começou a escrever para diversas revistas incluindo algumas importantes publicações anarquistas individualistas como o L'Unique de Émile Armand.
Em 1900, ele escreveu o ensaio Le crime d'obéir (o crime de obedecer) e, em 1903, ele escreveu o ensaio Petit manuel individualiste, no qual ele apresentou sua doutrina anarquista individualista influenciada pelo estoicismo grego clássico das obras de Epicteto. Por volta de 1920 o seu pensamento começa a ter uma influência importante na Espanha dentro dos círculos anarquistas individualistas, especialmente através das traduções de sua obra por Juan Elizalde. Han Ryner começou a escrever em jornais individualistas espanhois, como Ética, que já tinham uma importante influência do pensamento de Ryner.
A brasileira anarquista individualista Maria Lacerda de Moura assumiu a tarefa de fazer a sua filosofia e obras tornar-se conhecidas no idioma Português.
Com a Primeira Guerra Mundial que se aproxima Han Ryner abraça posições pacifistas e anti-guerra e promove a objeção de consciência. Em seu ativismo anti-guerra, ele colabora com Émile Armand.
Ele faleceu em Paris em 6 de fevereiro de 1938.

### Anarquismo individualista
O pensamento de Han Ryner é influenciado pelo estoicismo e epicurismo. A partir desta primeira posição ele mostra uma tendência ao fatalismo para as dores da vida e os produzidos pela sociedade. Ele escreveu no Mini-manual do individualismo, ...O estoico Epicteto corajosamente suportou a pobreza e a escravidão, sendo perfeitamente feliz nas situações mais dolorosas para os homens comuns.  Ele enfatizou a vontade subjetiva, como um poder que os indivíduos podem recorrer.
Ele definiu o individualismo como a doutrina moral que, confiando em nenhum dogma, nenhuma tradição, nenhuma determinação externa, apela apenas para a consciência individual. Como modelos de individualistas ele nomeia Sócrates, Epicuro, Jesus e Epicteto e que estas pessoas exemplificam o que ele define como individualismo harmônico.  Ele admirou Epicuro pela sua temperança e que ele mostrou que muito pouco era necessário para satisfazer a fome, a sede e para se defender contra o calor e o frio. E ele libertou-se de todas as outras necessidades, ou seja, quase todos os desejos e todos os medos que escravizam os homens. de Jesus por Ele viveu livre como um andarilho, despreocupado de todos os vínculos sociais. Ele era o inimigo de sacerdotes, cultos externos e, em geral, todas as organizações. A partir desses individualistas como ele define, ele distingue os agressivos egoístas que se auto proclamam individualistas, como Stendhal e Nietzsche.
Han Ryner, bem como seu companheiro anarquista individualista francês Émile Armand, consideram o anarquismo individualista, sobretudo, como um modo de vida. Ele considerou que individualistas devem agir de acordo com as suas idéias, e ele chama isso de virtude. Para ele, a virtude desinteressada cria felicidade, que para ele significava sentir-se livre de todas as servidões externas e em perfeito harmonia com si mesmo.